# Murphy (Oregon)
Murphy az Amerikai Egyesült Államok északnyugati részén, Oregon állam Josephine megyéjében elhelyezkedő önkormányzat nélküli település.
Itt található a Three Rivers Tankerület székhelye.
A közelben volt az állam első ipari kenderültetvénye, amelyet 2015 szeptemberében szarvasok lelegeltek.

## Fordítás
- Ez a szócikk részben vagy egészben  a   Murphy, Oregon című angol Wikipédia-szócikk ezen változatának fordításán alapul.  Az eredeti cikk szerkesztőit annak laptörténete sorolja fel. Ez a jelzés csupán a megfogalmazás eredetét és a szerzői jogokat jelzi, nem szolgál a cikkben szereplő információk forrásmegjelöléseként.